# Daniel J. Terra
Pour les articles homonymes, voir Terra.
Daniel J. Terra, né le 8 juin 1911 à Philadelphie et mort le 28 juin 1996 à Washington, est un homme d'affaires et un collectionneur d'art et mécène américain.

## Biographie

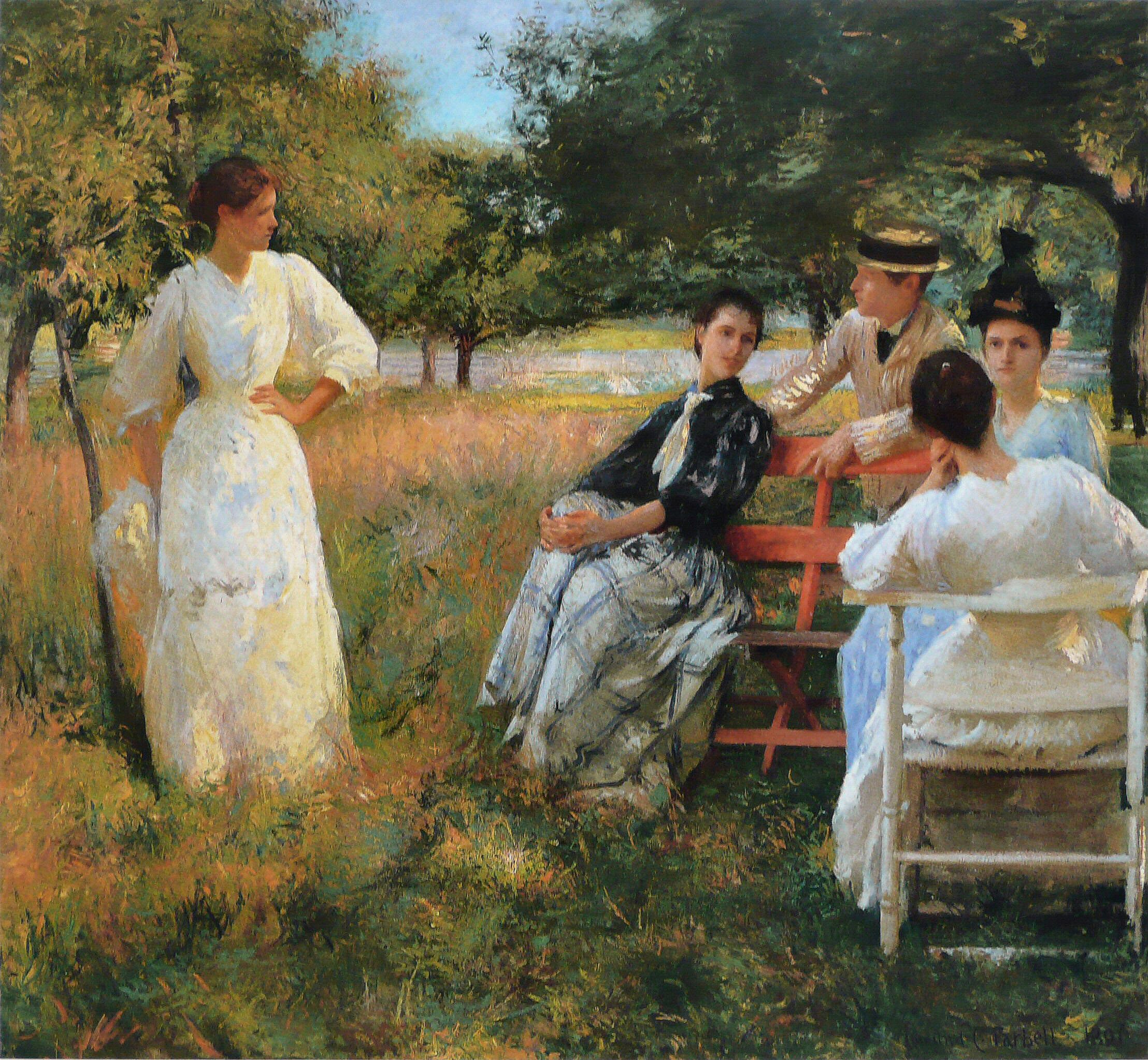
Edmund Charles Tarbell, Au verger, œuvre appartenant à la Daniel J. Terra Collection

Issu d'une famille d'origine italienne, Daniel James Terra fait des études de chimie à l'Université d'État de Pennsylvanie (Penn State). Il fonde Lawter Chemicals à Chicago en 1940. La réussite de cette entreprise lui donne les moyens de réunir une importante collection d'art et d'agir en mécène. Son intérêt pour l'art s'était développé à la suite de son mariage en 1937 avec Adeline Evans Richards, qui était artiste peintre.
En 1980, il s'engage activement dans la campagne pour l'élection de Ronald Reagan comme président des États-Unis.
Il a fondé la Terra Foundation for American Art en 1978, puis le Terra Museum of American Art en 1980, installé d'abord à Evanston, Illinois puis à Chicago à partir de 1987. En 1992, il crée le Musée d'Art américain de Giverny, en France.